# Jock Clear
Jock Clear (Portsmouth; 12 de septiembre de 1963) es un ingeniero británico de rendimiento sénior que actualmente trabaja para la Scuderia Ferrari, donde actualmente es el entrenador de Charles Leclerc, junto con Calum MacDonald como entrenador de Carlos Sainz Jr.. Antes de pasar a Ferrari, trabajó en Mercedes, donde fue ingeniero de rendimiento de Lewis Hamilton (2013-2014) y Michael Schumacher (2011-2012). También fue ingeniero de carrera de Nico Rosberg (2010-2011), Rubens Barrichello (2006-2009), Takuma Satō (2003-2005), Jacques Villeneuve (1996-2003), David Coulthard (1995) y Johnny Herbert (1994).

## Primeros años
Nacido en Portsmouth, Hampshire, Clear asistió a la Escuela de Gramática de Portsmouth, y se graduó en 1987 con una licenciatura en ingeniería mecánica en la Universidad Heriot-Watt, Edimburgo.

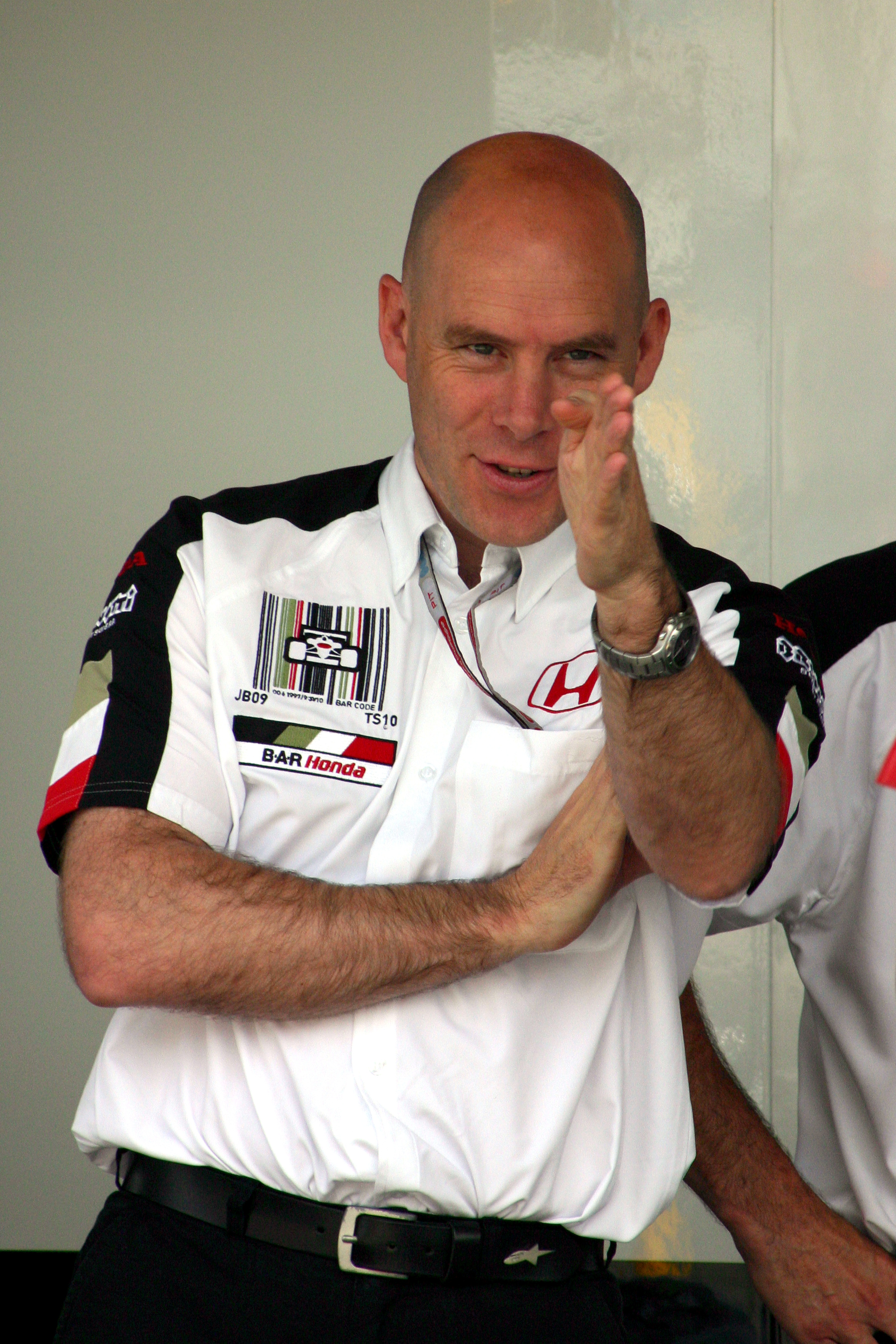
Jock Clear con British American Racing en el Gran Premio de los Estados Unidos de 2004.

Mientras estudiaba en Heriot-Watt, Clear fue el punto de partida del primer equipo de rugby XV de la Universidad.

## Carrera
Su carrera en el automovilismo comenzó en Lola Cars, donde trabajó como ingeniero de diseño antes de pasar al puesto de jefe de diseño de compuestos en Benetton Formula en 1989. En 1992 trabajó como diseñador sénior en Leyton House Racing, luego se unió a Team Lotus, donde se convirtió en ingeniero de carrera de Johnny Herbert en 1994. Cuando Lotus colapsó a finales de año, se transfirió a Williams F1 y dirigió a David Coulthard, quien ganó su primer Gran Premio en Portugal y terminó tercero en el Campeonato de Pilotos.
Jacques Villeneuve se unió a Williams en 1996 y Clear fue su ingeniero de carrera; el canadiense ganó el campeonato mundial al año siguiente bajo su dirección. Cuando Villeneuve se mudó a British American Racing (BAR) para la temporada 1999, su ingeniero hizo lo mismo. La relación continuó hasta el Gran Premio de Japón de 2003, cuando Villeneuve se retiró de la carrera. Takuma Satō ocupó el asiento vacante, y condujo hasta la sexta posición en su debut con el equipo. Clear volvió a trabajar con Satō en 2004 y 2005, y luego con Rubens Barrichello de 2006 a 2009. Después de que el equipo se convirtiera en Brawn GP en 2009, Barrichello ganó los Grandes Premios de Europa e Italia y terminó en tercer lugar en el campeonato.
En noviembre de 2007, Clear recibió un Doctorado Honorario en Ingeniería de la Universidad Heriot-Watt «en reconocimiento a su destacado éxito en la aplicación de la ciencia de la ingeniería en los entornos más exigentes y competitivos y como modelo a seguir para los jóvenes ingenieros».
En diciembre de 2014, se anunció que Clear había sido fichado por Ferrari y se mudaría al equipo para la temporada 2015 de Fórmula 1.